# Gibbsita
La gibbsita es una de las formas minerales del hidróxido de aluminio, habitualmente descrita como γ-Al(OH)3 aunque ocasionalmente aparece reflejada como α-Al(OH)3.
Fue descubierta en Richmond (condado de Berkshire, Massachusetts, EE. UU.) e inicialmente descrita por Dewey en 1820 bajo el nombre de wavellite.
John Torrey, en 1822, le asignó su actual nombre en honor al geólogo y mineralogista estadounidense George Gibbs (1777-1834), dueño de la colección de minerales Gibbs adquirida por la Universidad de Yale en el siglo XIX.
Otro nombre utilizado para designar este mineral es hidrargilita. Menos usuales son los términos b-kliachita, claussenita, gibbsitogelita y zirlita, que también identifican esta especie mineral.

## Propiedades
La gibbsita es un mineral transparente o translúcido de color azulado, verde, blanco verdoso, gris o blanco grisáceo y brillo vítreo.
Tiene una dureza de 2,5 a 3 en la escala de Mohs —comparable a la de la calcita— y una densidad media de 2,34 g/cm³.
Presenta una exfoliación perfecta de acuerdo a {001}, pero raramente es observable porque la gibbsita suele formar granos finos.
Desprende un fuerte olor a arcilla cuando se respira sobre ella.
Es soluble en ácidos calientes y en hidróxido potásico.
Cuando se calienta no funde pero se calcina, liberando agua; se vuelve blanca y se endurece.
La gibbsita cristaliza en el sistema monoclínico, clase prismática (2/m).
El contenido en aluminio de este mineral es del 35%, siendo sus impurezas más habituales hierro y galio.
Es polimorfo de la bayerita —descrita habitualmente como α-Al(OH)3, aunque a veces como β-Al(OH)3—, doyleíta, y nordstrandita. Mientras que la gibbsita y la bayerita cristalizan en el sistema monoclínico, la doyleita y la nordstrandita lo hacen en el triclínico.

## Estructura cristalina

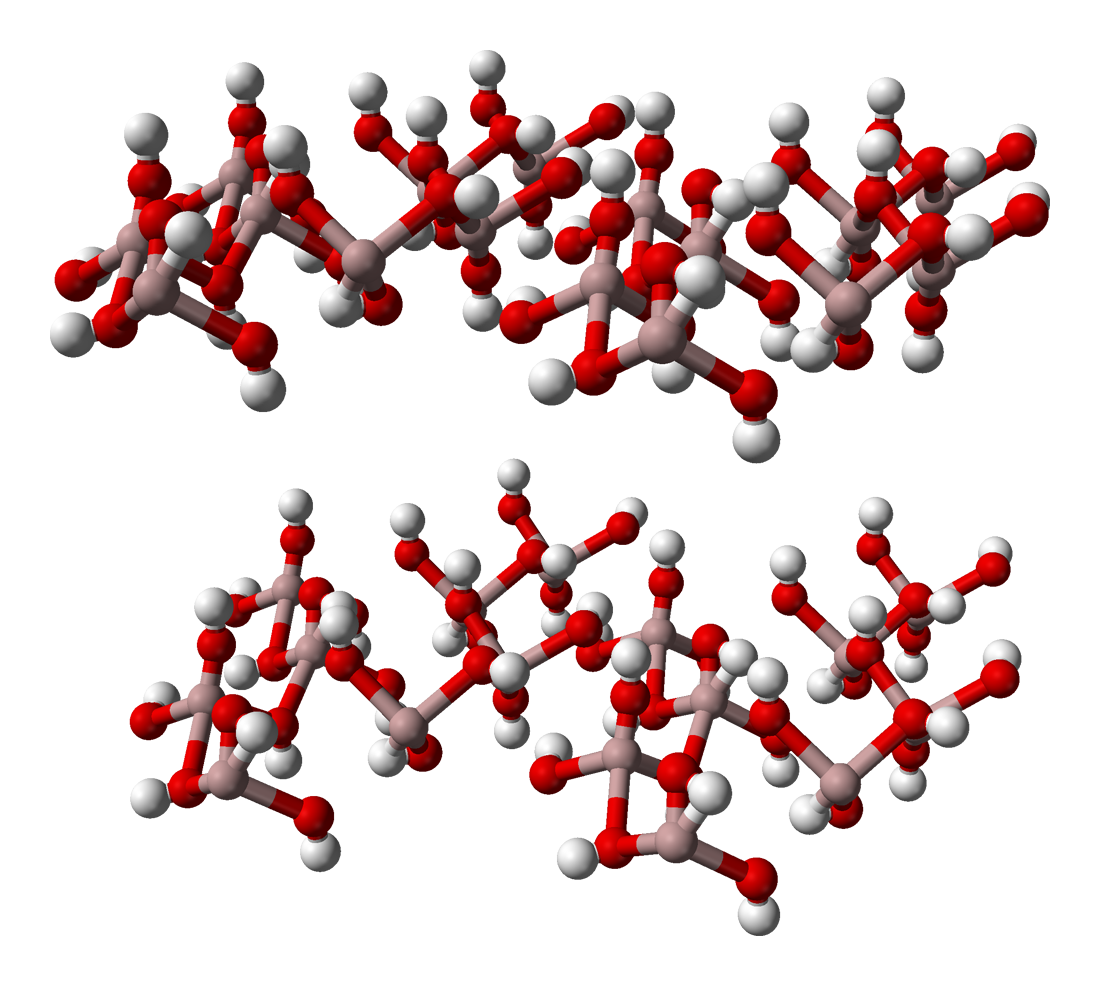
Estructura de la gibbsita.

La estructura de gibbsita es análoga a la estructura básica de las micas.
Esta se halla formada por capas o láminas de octaedros de hidróxido de aluminio apiladas. Los octaedros están formados por iones de aluminio (Al3+) coordinados de forma octaédrica con seis iones hidroxilo (OH-). Cada uno de estos hidroxilos se halla unido solo a dos iones de aluminio, porque en uno de cada tres octaedros está ausente el catión central. El resultado es una lámina eléctricamente neutra.
La falta de carga eléctrica en las láminas de gibbsita hace que no sea necesaria la existencia de iones entre ellas actuando como nexo de unión entre las mismas.
En consecuencia, las capas solo se mantienen unidas por cargas residuales.
La estructura de la gibbsita está estrechamente relacionada con la de la brucita (Mg(OH)2).
Sin embargo, la menor carga positiva del Mg2+ frente al Al3+ implica que no es necesario que uno de cada tres octaedros esté vacante.
La diferente simetría de gibbsita y brucita es el resultado del distinto modo en que las láminas se apilan.
La estructura básica del corindón (Al2O3) es idéntica a la de la gibbsita, con la salvedad de que los hidroxilos están sustituidos por oxígeno (O2-). La mayor carga del O2- provoca que las láminas no sean neutras, motivando que se unan con otros cationes de aluminio adicionales —situados encima y debajo—, lo que da como resultado la estructura tridimensional del corindón.
Asimismo, la gibbsita es interesante porque a menudo forma parte de la estructura de otros minerales.
Capas neutras de hidróxido de aluminio aparecen intercaladas entre láminas de importantes silicatos del grupo de la arcilla; así sucede en la illita, la caolinita, y en los filosilicatos del grupo de la smectita. Las capas individuales de hidróxido de aluminio son idénticas a las láminas de gibbsita y como tal se consideran.

## Morfología y formación

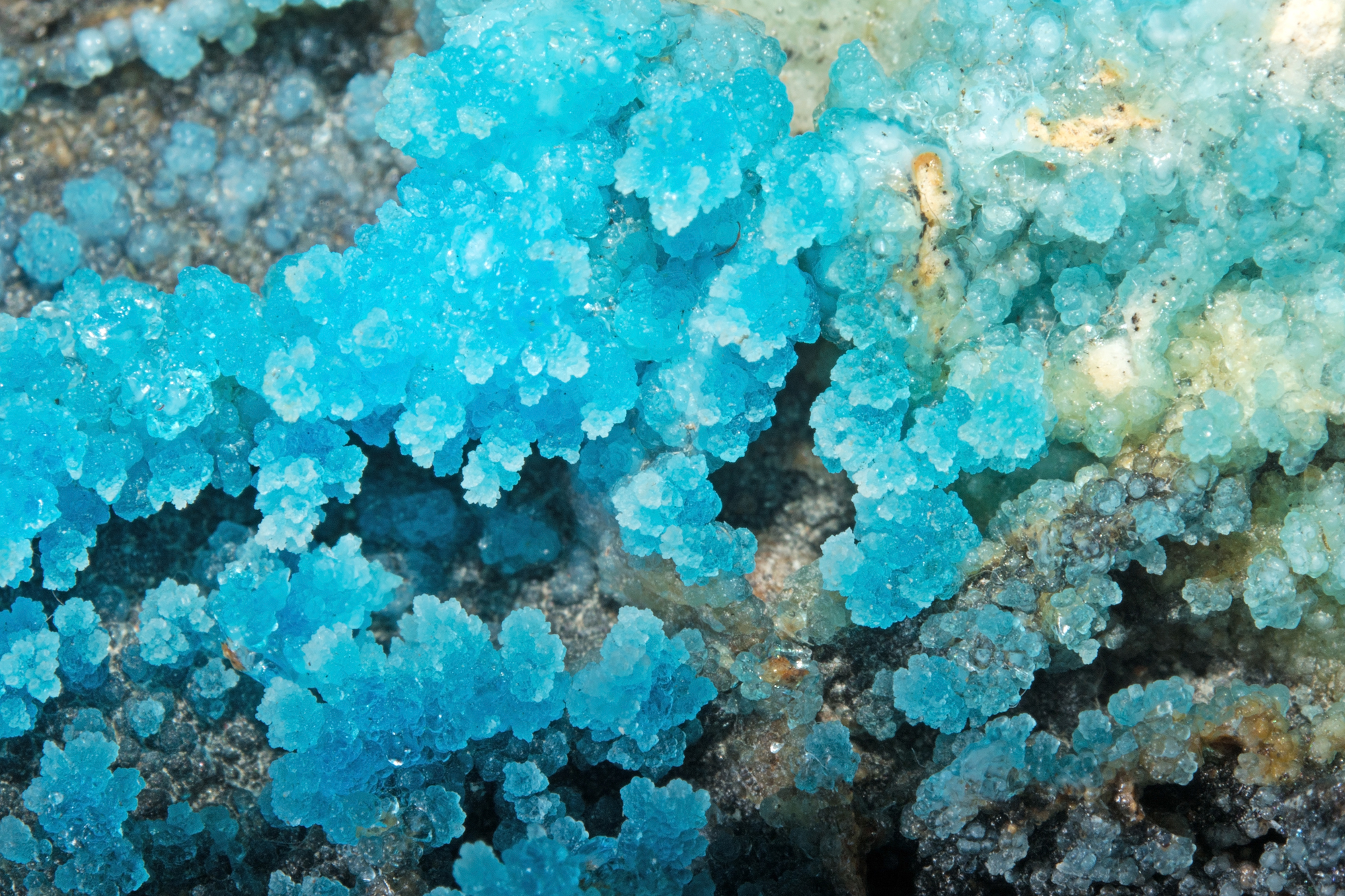
Gibbsita del depósito Hongsheke (prefectura autónoma zhuang y miao de Wenshan, China)

La gibbsita forma cristales pseudohexagonales, tabulares en {001}, de hasta 3 cm de longitud.
También constituye agregados laminares o aciculares, estalactíticos; asimismo, aparece en revestimientos esmaltados o como masas terrosas.
Es un producto típico de la meteorización de minerales alumínicos, habituales en lateritas —suelos de climas tropicales cálidos y húmedos— y bauxitas. También puede formarse a temperatura ambiente en entornos hidrotermales y metamórficos, sustituyendo a otros minerales de aluminio.
Los minerales con los que suele estar asociada son diáspora, boehmita, corindón, caolinita y goethita.

## Yacimientos
En la naturaleza la gibbsita es abundante, especialmente en los yacimientos de bauxita.
La localidad tipo está en Richmond (Massachusetts, Estados Unidos); otros enclaves de este mineral se hallan en East Whiteland (Pennsylvania), Toomsboro (Georgia) y Winston-Salem (Carolina del Norte).
En América hay también depósitos en Cuba (Holguín), República Dominicana (sierra de Bahoruco), Brasil (estados de Minas Gerais, Pará y Goiás), Colombia (Montelíbano) y Perú (Cajamarca).
Dentro de Europa cabe citar los depósitos existentes en Vogelsberg (Alemania) y cerca de Larvik (Noruega). En las minas Kamariza (Agios Konstantinos, Grecia) se han encontrado costras boitrioidales de gibbsita de color azul claro.
En España se localiza este mineral en Fombuena (Zaragoza), Villanueva de Oscos (Asturias) y en la sierra minera de Cartagena-La Unión (Murcia).
Es destacable que la gibbsita es responsable de la coloración blanca de un río subterráneo que se encuentra en el valle de Aizarna en Guipúzcoa.
Por otra parte, se produjo el hallazgo de un excelente ejemplar botrioidal verde, que recuerda a la prehnita, en Xianghualing (provincia de Hunan, China).
Asimismo, en una única ocasión se ha descrito gibbsita azul verdosa brillante —que inicialmente se pensó que era hemimorfita—, procedente de Wenshan (provincia de Yunnan).